# Casale Corte Cerro
Casale Corte Cerro is een gemeente in de Italiaanse provincie Verbano-Cusio-Ossola (regio Piëmont) en telt 3403 inwoners (31-12-2004). De oppervlakte bedraagt 12,1 km², de bevolkingsdichtheid is 281 inwoners per km².
De volgende frazioni maken deel uit van de gemeente: Arzo, Cafferonio, Cassinone, Cereda, Crebbia, Crottofantone, Gabbio, Montebuglio, Motto, Pramore, Ramate, Ricciano, Sant'Anna, Tanchello.

## Demografie
Casale Corte Cerro telt ongeveer 1337 huishoudens. Het aantal inwoners steeg in de periode 1991-2001 met 8,5% volgens cijfers uit de tienjaarlijkse volkstellingen van ISTAT.
| Jaar | Inwoneraantal |
| ---- | ------------- |
| 1991 | 3035          |
| 2001 | 3292          |

## Geografie
De gemeente ligt op ongeveer 372 m boven zeeniveau.
Casale Corte Cerro grenst aan de volgende gemeenten: Germagno, Gravellona Toce, Loreglia, Omegna, Ornavasso.